# Tetractenos
Tetractenos, del griego clasico τετρα- (tetra-), "cuatro", y κτείς (kteís), "peine", es un género de peces globo marinos distribuidos por las costas del sur de Australia.

## Especies
Existen dos especies reconocidas en este género:
- Tetractenos glaber (Fréminville, 1813)
- Tetractenos hamiltoni (Richardson, 1846)